# Medaglia per la conquista del Caucaso occidentale
La Medaglia per la conquista del Caucaso occidentale (in russo: Медаль «За покорение Западного Кавказа») è una medaglia commemorativa attribuita dall'impero russo a quanti avessero preso parte alla guerra caucasica dal 1864.

## Storia
La medaglia venne istituita dallo zar Alessandro II di Russia per ricompensare quanti avessero preso parte alla conquista della Circassia nell'ambito della guerra caucasica. Contemporaneamente alla medaglia venne istituita la Croce del Caucaso.

## Concessioni
La medaglia venne assegnata a:
- Tutti i gradi dell'esercito, compresi generali, ufficiali, gradi inferiori, combattenti e non, che presero parte alle ostilità nel Caucaso tra il 1859 ed il 1864;
- Truppe della milizia locale, vari volontari che avevano partecipato alle battaglie;
- Funzionari, sacerdoti e medici al seguito delle truppe durante le ostilità che avevano svolto il loro compito nel corso delle spedizioni militari.
- Il 2 novembre  1864 vennero premiati anche i dipendenti della marina militare che presero parte a battaglie e operazioni di sbarco.

## La medaglia
La medaglia, in argento, aveva il diametro di 28 mm. La parte frontale raffigurava il busto dello zar Alessandro II rivolto a sinistra. Sul rovescio, la medaglia presentava un bordo a cerchio con l'iscrizione in cirillico: "PER LA CONQUISTA DEL CAUCASO OCCIDENTALE". Al centro si trovavano le date di servizio "1859-1864".
Vennero prodotte in tutto 211.000 medaglie, coniate dalla zecca di San Pietroburgo. Altre vennero stampate con alcune piccole varianti da officine private, tra cui alcune realizzate in bronzo e poi argentate per contenere le spese.